# Aşağı Cüräli
Aşağı Cüräli (azerbajdzjanska: Aşağı Cürəli) är en ort i Azerbajdzjan.   Den ligger i distriktet Biläsuvar, i den sydöstra delen av landet, 160 kilometer sydväst om huvudstaden Baku. Aşağı Cüräli ligger 19 meter över havet och antalet invånare är 2 505.
Terrängen runt Aşağı Cüräli är platt. Närmaste större samhälle är distriktshuvudorten Biläsuvar, 4,5 kilometer nordost om Aşağı Cüräli.
Trakten runt Aşağı Cüräli består till största delen av jordbruksmark. Runt Aşağı Cüräli är det ganska tätbefolkat, med 93 invånare per kvadratkilometer.